# 卡菲耶
卡菲耶（法語：Caffiers，法語發音：[kafje]）是法国上法蘭西大區加来海峡省的一个市镇，属于加来区。

## 地理
卡菲耶（50°50'24"N, 1°48'42"E）面积4.77 平方千米，位于法国上法蘭西大區加来海峡省，该省份为法国北部沿海省份，西北濒北海，南至索姆省，东临北部省。
与卡菲耶接壤的市镇（或旧市镇、城区）包括：皮昂莱吉讷、菲耶讷、北朗德勒坦、费尔克、吉讷、阿姆-布克尔。

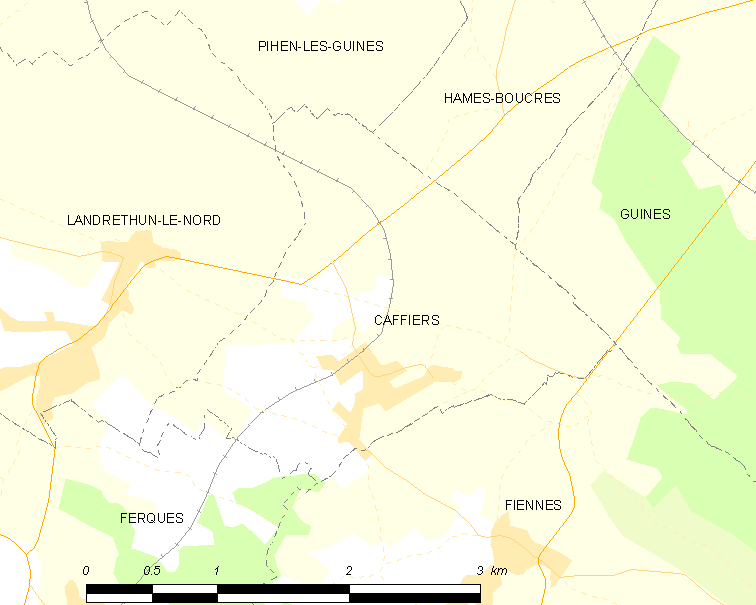
卡菲耶的OSM定位图

卡菲耶的时区为UTC+01:00、UTC+02:00（夏令时）。

## 行政
卡菲耶的邮政编码为62132，INSEE市镇编码为62191。

## 政治
卡菲耶所属的省级选区为加来第二县。

## 人口

1962-2008年间卡菲耶人口变化图示

卡菲耶于2022年1月1日时的人口数量为726人。